# Ionel Fernic
Ionel Fernic (n. 29 mai 1901, Târgoviște – d. 22 iulie 1938, Bucovina) a fost un compozitor român de muzică ușoară, aviator (pilot civil) și unul dintre primii parașutiști români. Între alte preocupări ale sale au intrat scrisul (proze de mici dimensiuni, textier pentru multe dintre romanțele sale) și munca de gazetar.

Ionel Fernic tânăr.

## Biografie

### Copilăria
Ionel Fernic s-a născut în anul 1901 la Târgoviște ca fiu al inginerului mecanic Teodor Fernic. Vărul său, inginerul George Fernic, a fost aviator și constructor de avioane, care a murit într-un accident de avion la o paradă aviatică la Expoziția aviatică de la Chicago din octombrie 1930.
La câteva luni după naștere, din cauza sarcinilor de serviciu ale tatălui la șantierele navale din Galați, familia Fernic s-a mutat la Galați. La vârsta de doi ani, Fernic și-a pierdut mama, care a murit la nașterea fratelui sau, Grigore. Dupa ce a invatat, conform dorinței răposatei sale mame , la o școala primară luterană din București, s-a întors la Galați, unde a învățat la Liceul Vasile Alecsandri. Primele lecții de  ghitară și pian le-a primit de la profesorul sau de muzica de la liceu, compozitorul Theodor Fuchs.

### Studii. Debutul
Pasionat de muzică, dar și de aparatele de zbor, Ionel Fernic a fost îndrumat de părinți să-și continue studiile într-o facultate tehnică; totuși, a optat pentru Conservatorul din București, unde a intrat la secția de artă dramatică cu cea mai bună medie. Deși remarcat de profesorii săi, tânărul nu s-a impus pe specializarea oferită de școală. A avut ocazia să joace alături de Aristide Demetriade, Ion Manolescu, Mișu Fotino ș.a. O dată încheiate studiile (1924), Fernic și-a satisfăcut stagiul militar la Școala de ofițeri în rezervă din Ploiești; a rămas în oraș pentru câțiva ani și tot aici a compus o parte importantă a repertoriului său. Din 1931 se mută la București.
Poate sub îndrumarea profesorului Fuchs, Fernic a compus în ultimul an de liceu balada Cruce albă de mesteacăn (1919), prima sa piesă de muzică ușoară. După ce s-a stabilit la Ploiești, înțelegând nevoia de a compune muzică de succes, dar și totodată pentru a-și verifica posibilitățile, a scris romanțe și tangouri. Primul său tango, compus în 1931, s-a intitulat Minciuna (mai cunoscut prin titlul Pe boltă când apare luna, reprezentând primul vers din refren); în fapt, melodia este o adaptare a unei piese franțuzești, propusă de Nicolae Kirițescu. Versurile în limba franceză au fost înlocuite cu unele noi, scrise de Aurel Felea.
„Într-o zi stăteam acasă și exersam la pian. Simțeam oarecare inspirație în acel moment și am luat hârtia și condeiul în mână. După o muncă de o jumătate de oră, am compus «Minciuna», primul meu tango. Primul meu succes nu m-a îmbătat deloc, căci îmi dădeam seama cât e de ieftin, dar trebuia să trăiesc și m-am pus cu nădejde pe lucru, luptând din răsputeri să escaladez, cât era cu putință, zidurile banalității.”—Ionel Fernic

## Activitate

### Compozitor de succes
În doar câțiva ani, Ionel Fernic a devenit autorul a peste patru sute de șlagăre. Multe dintre compozițiile sale s-au bucurat de faimă în epocă și continuă să fie apreciate până în ziua de astăzi. În prezent, se editează anual sau la distanță de câțiva ani, noi compilații de muzică ușoară care includ piese semnate de Fernic.

### Alte preocupări. Stabilirea în București
Din anul 1927, Fernic și-a încercat pentru scurt timp talentul scriitoricesc, publicând un volum de schițe, Misterele din Mizil (pe modelul seriilor publicate în foileton, de mare succes în Europa; de exemplu, Misterele Parisului). În 1928 a publicat un volum de poezii, Prăștii și câteva cărți pentru copii. A fondat revista satirică Să nu te superi că te-njur.
La începutul anilor treizeci, Fernic se mută definitiv în București.

Ionel Fernic aviator (centru, costum alb). Poza conține o dedicație scrisă de Fernic pentru Victor Pușcariu, directorul unei fabrici de parașute care i-a sprijinit debutul în domeniu.

### În aer
Fernic a absolvit Școala de pilotaj de la Băneasa în primăvara anului 1935, primind brevetul de zburător. Figurează în evidențele piloților români de turism și sport; tot atunci se arată interesat de parașutism. Fernic execută primul salt cu parașuta în cadrul unui miting aviatic la aeroportul Băneasa. Va trebui să renunțe la parașutism din pricina unui accident la aterizare, în cadrul mitingului aviatic organizat la Ismail, ocazie cu care își fracturează piciorul drept. Este numit directorul Școlii de pilotaj din Cernăuți; va fi medaliat de însuși regele Carol al II-lea cu o distincție importantă, „Virtutea Aeronautică”.
„L-am cunoscut într-o zi a anului 1937 pe un aerodrom din București, unde a aterizat cu avionul său pentru o mică revizie. În carlinga din față avea legată în chingi o chitară.
Când l-am întrebat ce-i cu chitara acolo, mi-a răspuns că «nu-i chitară, ci este iubita lui, care îl însoțește pretutindeni.» Socotindu-i zisele o mică și nevinovată nebunie, am râs și i-am acceptat ca bun răspunsul, deoarece noi, aviatorii acelor vremuri, aveam fiecare nebuniile noastre. Altfel n-am fi putut zbura cu aripile legate cu sârmă și proptite cu bandaje și atele din scânduri de gard atunci când o întâmplare nefericită făcea să ne ciobim la câte o aterizare forțată de vreun teren necunoscut.”—Ioan Crăciun, pilot-aviator în rezervă
Despre senzația provocată de săritura cu parașuta, Ionel Fernic mărturisea:
„Nu simt niciun fel de rău sau gol la stomac. Sunt perfect conștient, simt cum alunec în aer și aștept deschiderea parașutei. E o senzație de neînchipuit! Nici un zgomot, cât de mic, nu tulbură imensa și maiestuoasa tăcere a oceanului de azur. Ar trebui pana unui d'Anunzzio ca să poată descrie întreaga frumusețe și poezie a acestei fantastice călătorii pe undele nevăzute ale eterului.”—Ionel Fernic
Ionel Fernic și-a pierdut viața într-un accident aviatic pe data de 22 iulie 1938, la vârsta de 37 de ani. Pasager al unui zbor pe ruta Varșovia-București-Salonic (compania poloneză LOT), Fernic și-a pierdut viața alături de toți ceilalți pasageri, din cauze necunoscute, avionul prăbușindu-se în pădurea de la Negrileasa, în apropiere de satul Stulpicani, județul Suceava. Rămășițele lui Ionel Fernic au fost incinerate la Crematoriul bucureștean; la eveniment au participat prieteni și colaboratori din lumea muzicii și aviatori care, fie i-au cântat piesele mai îndrăgite, fie l-au omagiat printr-o demonstrație de zbor deasupra Bucureștiului.

## Despre Ionel Fernic
„O personalitate care a întrunit prin valențele talentului său multilateral, inspirația poetului, harul cântărețului-interpret al propriilor romanțe și tangouri, curajul și pasiunea zburătorului îndrăzneț, afirmându-se ca pilot și parașutist sportiv, acesta a fost, în câteva cuvinte, Ionel Fernic.”—Ștefan Soverth - „Parașutiștii în luptă”

## Compoziții
În lipsa unor informații cronologice, titlurile nedatate vor fi așezate la capătul listei și ordonate alfabetic.
Piesa Pe boltă când apare luna apare sub numele Minciuna, a doua variantă a titlului fiind preferată chiar de către autor.
| Titlul piesei                        | Forma muzicală        | Versuri                                     | Anul apariției | Interpretări mai cunoscute                                                         |
| ------------------------------------ | --------------------- | ------------------------------------------- | -------------- | ---------------------------------------------------------------------------------- |
| Cruce albă de mesteacăn              | romanță               | Ion Sân-Giorgiu, Artur Enășescu             | 1919           | Dorel Livianu, Jean Moscopol                                                       |
| Țiganca                              | romanță               | Artur Enășescu                              | 1928           | Doina Badea, Ioana Radu, Ion Luican                                                |
| La umbra nucului bătrân              | romanță               | Alexandru Dinescu                           | 1930           | Ioana Radu                                                                         |
| Minciuna (Pe boltă când apare luna)  | tango (tango-romanță) | Aurel Felea                                 | 1931           | Jean Moscopol, Gică Petrescu, Cristian Vasile, Manole Stroici                      |
| Dar ești la fel (Quand même)         | tango                 | Ionel Fernic (rom.) Nicolae Kirițescu (fr.) | 1931           | Cristian Vasile, Gică Petrescu, Manole Stroici                                     |
| O dată                               | tango                 | Nicolae Kirițescu                           | 1931           |                                                                                    |
| Îți mai aduci aminte, doamnă         | romanță               | Cincinat Pavelescu                          | 1932           | Alexandru Giugaru, Jean Moscopol, Cristian Vasile, Petre Alexandru, Manole Stroici |
| Iubesc femeia                        | tango-romanță         | Ionel Fernic                                | 1933           | Cristian Vasile, Nicu Stoenescu                                                    |
| Mi-a murit norocul                   | vals-boston           | Nunuța Morțun Fernic                        | 1933           |                                                                                    |
| Inima e o chitară                    | foxtrot               | Ionel Fernic                                | 1933           |                                                                                    |
| La geamul tău luminat                | tango                 | Ionel Fernic                                | 1934           | Nicu Stoenescu                                                                     |
| Pentru tine am făcut nebunii         | tango                 | Ionel Fernic                                | 1934           | Cristian Vasile                                                                    |
| E primăvară                          | tango argentinian     | Ionel Fernic                                | 1935           | Cristian Vasile                                                                    |
| Dormi, păpușă, noapte bună           | foxtrot lent          | Ionel Fernic                                | 1935           |                                                                                    |
| Adio, doamnă                         | tango                 | Ionel Fernic                                | indisp.        | Gion, Jean Moscopol                                                                |
| Aprinde o țigară                     | tango                 |                                             | indisp.        | Titi Botez, Constantin Florescu, Cristian Vasile                                   |
| Beau                                 | tango                 |                                             | indisp.        | Cristian Vasile                                                                    |
| Cea din urmă seară                   | romanță               | Ionel Fernic                                | indisp.        |                                                                                    |
| Cel din urmă trandafir               |                       |                                             | indisp.        |                                                                                    |
| Dă-mi mâinile să le sărut            | romanță               |                                             | indisp.        | Zavaidoc                                                                           |
| De ce mi-ai spus că mă iubești       | tango                 | Ionel Fernic                                |                | Cristian Vasile, Tudor Gheorghe                                                    |
| În ochii tăi fermecători             | tango                 | Robert Storeck                              |                | Cristian Vasile                                                                    |
| Iartă-mi                             | tango                 | Jurmann                                     | indisp.        |                                                                                    |
| Mai spune-mi înc-odată               | tango                 | Ionel Fernic                                | indisp.        | Jean Moscopol, Tudor Gheorghe                                                      |
| Mihalache, mană dragă                | populară              | Ionel Fernic                                | indisp.        | Zavaidoc                                                                           |
| Minte-mă                             | tango                 |                                             | indisp.        | Cristian Vasile                                                                    |
| Nu cred                              | tango                 | Bachicha                                    | indisp.        | Gion                                                                               |
| Nunuțo                               | tango                 | Ionel Fernic                                | indisp.        | Cristian Vasile                                                                    |
| Nu-mi mai spune iar minciuni de amor | tango                 |                                             | indisp.        | Titi Botez                                                                         |
| Romanța celei care minte             | romanță               | Ion Minulescu                               | indisp.        | Gică Petrescu, Traian Fortun                                                       |
| Să nu te superi că te-njur           | romanță               |                                             | indisp.        | Zavaidoc                                                                           |
| Scrisoare de amor                    | romanță               |                                             | indisp.        | Mia Braia, Cristian Vasile                                                         |
| Scrisoare de dor                     |                       | Aurel Felea                                 | indisp.        | Margareta Pâslaru                                                                  |

### Articole
- Trei scrisori despre cântec și zbor. Medalion Fernic, articol publicat în almanahul „Flacăra” (1988, editat pentru Revelionul 1989), pag. 209-211
- Hai să ne promovăm valorile, ep. 37[nefuncțională]
, articol publicat pe blog-ul „Din și despre Galați” (31 octombrie 2006)
- Compozitorul, poetul și aviatorul Ionel Fernic, articol semnat de Mihai Athanasie-Petrescu (25 decembrie 2006)

### Albume de piese
- Fernic, Ionel (1967). Melodii alese, Editura Muzicală a Uniunii Compozitorilor din R.S. România, București
- Cele mai frumoase romanțe de ieri și de azi (1983). Supliment al revistei „Muzica”, Editura Muzicală, București